# Benvingut a Farewell-Gutmann
Benvingut a Farewell-Gutmann (títol original Bienvenido a Farewell-Gutmann) és una pel·lícula del director català de cinema Xavi Puebla, estrenada el 4 de juliol de 2008.

## Argument
Després que Ruiz, cap de departament de la farmacèutica Farewell-Gutmann, hagi mort, s'inicia una carrera entre Lázaro, Adela i Fernando pel seu lloc. L'arribada de Lúger des de la central per escollir el substitut de Ruiz, i els seus mètodes poc ortodoxos, canviaran profundament el procés de la tria.

## Repartiment
- Ana Fernández (Adela)
- Lluís Soler (Fernando)
- Adolfo Fernández (Lázaro)
- Héctor Colomé (Lúger)
- Pep Anton Muñoz (Santiago)
- Sergi Caballero (Martín)
- Marta Novotna (Nadia)

## Guardons

### Premis
- Premis Gaudí de Cinema:
  - Millor interpretació masculina secundària per Pep Anton Muñoz
  - Millor guió per Jesús Gil Vilda i Xavi Puebla
- Festival de cinema espanyol de Màlaga:
  - Biznaga d'argent a la Millor actriu per Ana Fernández
  - Biznaga d'argent a la Millor música per Mikel Salas
- Festival Internacional de Cinema de Mont-real: millor guió per Jesús Gil Vilda i Xavi Puebla

### Nominacions
- Premis Gaudí de Cinema:
  - Millor pel·lícula en llengua no catalana
  - Millor direcció artística per Leo Casamitjana
  - Millor fotografia per Ángel Luis Fernández
  - Millor muntatge per Jordi Suárez
  - Millor música original per Mikel Salas
  - Millor interpretació masculina principal per Lluís Soler
  - Millor interpretació femenina principal per Ana Fernández
- Biznaga d'Or al Festival de cinema espanyol de Màlaga per Xavi Puebla
- Violette d'Or a Toulouse Cinespaña per Xavi Puebla